# Thukydidesfällan

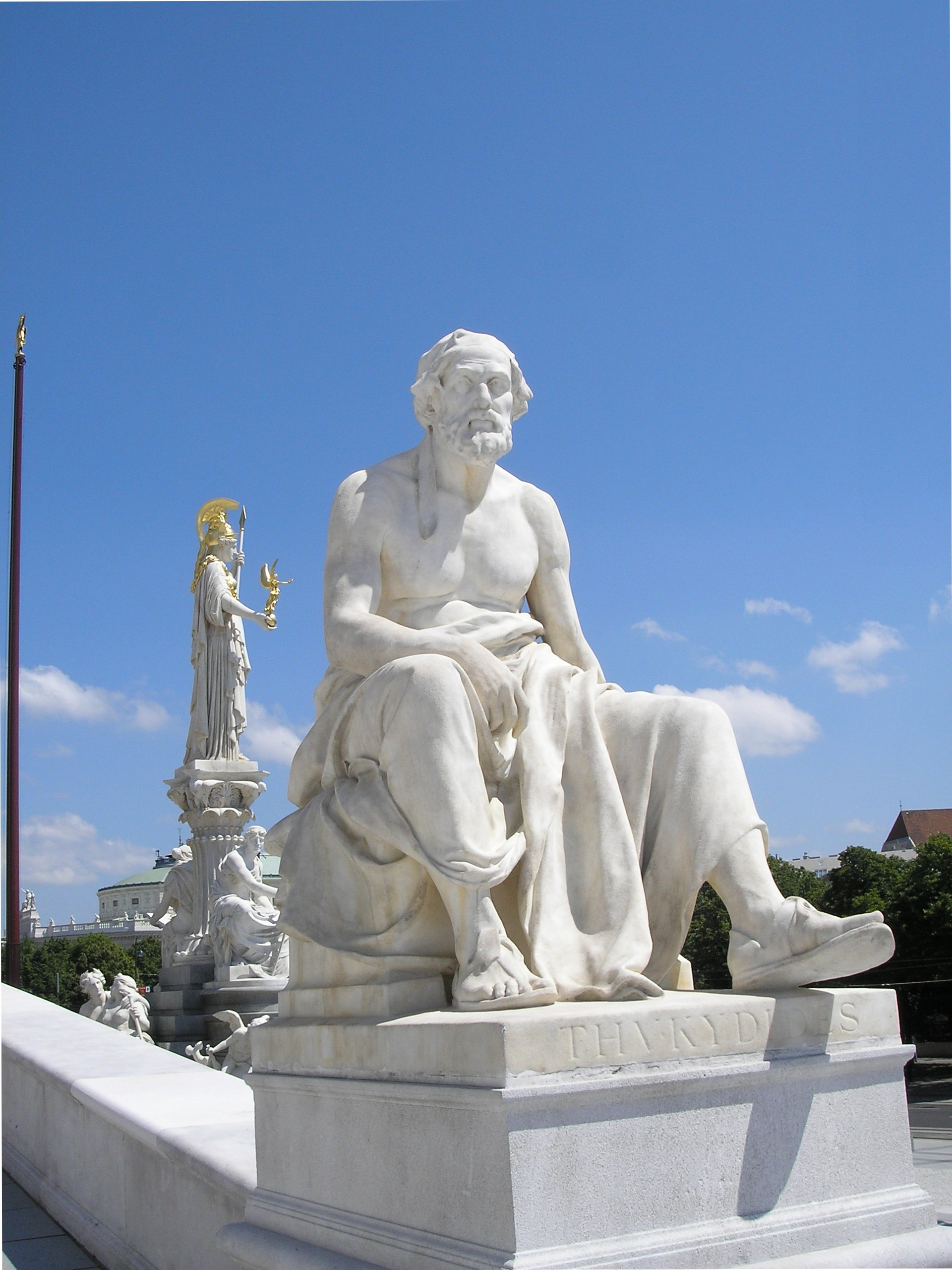
Staty över Thukydides utanför Österrikes parlamentsbyggnad

Thukydidesfällan är ett säkerhetspolitiskt begrepp, som är uppkallat efter den grekiske historikern Thukydides.
Thukydidesfällan handlar om det troliga i att en aspirerande stormakt hamnar i konflikt med den dominerande stormakten, och härrör från ett citat av Thukydides: "Det var Atens uppgång, och den fruktan denna ledde till i Sparta, som gjorde krig [mellan dessa stater] oundvikligt.". Detta var en slutsats i hans Kriget mellan Sparta och Aten (eller Historia om det peloponnesiska kriget), som han skrev under den pågående krigsperioden, som började år 431 före Kristus. Kriget var en serie väpnade konflikter i det antika Grekland, som pågick till år 404 före Kristus.
Thukydides verk beskriver hur hybris, fruktan och ära riskerar att dra in stater i krig om hegemoni, och hur känslor av det slaget rör till bedömningarna vid tillfällen att uppnå fred. Den grundläggande bakgrundsfaktorn till stridigheterna var enligt Thukydides att det pågick en strukturell förändring av maktbalansen mellan hegemonen Sparta och uppstickaren Aten. Thukydides identifierade två huvudsakliga drivkrafter till händelseutvecklingen: å ena sidan den aspirerande maktens växande rättighetsanspråk, dess uppfattning av sin betydelse och dess krav på mer att säga till om och större handlingsutrymme, å andra sidan den dominerande maktens fruktan, dess känsla av osäkerhet och dess beslutsamhet att försvara status quo.

## Användningen av begreppet
Begreppet har applicerats på upptakten till första världskriget, under vilken Kejsardömet Tyskland utmanade Storbritanniens hegemoni vilket ledde till att en större krigskonflikt kunde utlösas av ett, som det kunde ses av samtiden, i sig mindre politiskt betydelsefullt terrordåd i Sarajevo. 
Begreppet thukydidesfällan har kommit i svang under 2010-talet också beträffande förhållandet mellan USA och Kina och har populariserats av statsvetaren Graham Allison på Harvard Kennedy School i USA.